# Поворка краљева
Поворка краљева је фестивал који се обележава на пролеће, на празник Духови, у Моравској, на југоистоку Чешке. На Унескову репрезентативну листу ремек дела нематеријалног културног наслеђа човечанства додат је 2011. године.]
Фестивал се одржава у региону историјски познатом као Моравска Словачка. Слави се сваке године у месту Влчнов, сваке три године у Хлуку, сваке две године у Куновицама, а повремено и у Скороњицама као део другог фестивал под називом "Slovácký rok" (Словачка година).

## Опис
До Другог светског рата, Поворка је била саставни део празника Духови, али је од тада постала посебан друштвени догађај. Церемонија започиње верском службом и одобрењем градоначелника, након чега следи припрема костима и украса за коње и јахаче. Костиме израђују их жене из села, у складу са традиционалним бојама и дизајном јединственим за свако место..
Саму поворку чине младићи између 15 и 25 година. Њима претходе и прате их певачи и почасна стража који носи мачеве да би заштитили „краља“. Краљ је младић од 10 до 15 година, чије је лице делимично покривено, а у устима држи ружу. Краљ и његови пажеви су обучени у женске костиме, док сви остали јахачи носе мушку одећу. Након неколико сати јахања кроз село, понекад размењујући шале са посматрачима, учесници се враћају кући, а касније, увече, састају се у „Краљевој кући“ уз музику и плес.

## Порекло
У садашњем облику фестивал се слави од 1808. године, али његово порекло није познато. Могући извор су ускршње поворке које потичу од паганских церемонија за добру жетву. Такође, постоје сличности са церемонијама иницијације за младиће у Киргистану. У Чешкој је повезан са разним причама из историје, а најпознатија и најновија теорија повезана је са боемско-мађарским ратом. Године 1469. краљ Чешке Јиржи Подјебрадски победио је свог зета, мађарског краља Матију Корвина, који се, да не би био препознат и заробљен, обукао у женску народну ношњу, лице прекрио тракама и упутио се према својој резиденцији у Тренчину коју је чувала његова чета, која је морала да прикупља новац од кметова да би га нахранила. Ова верзија  преноси се генерацијама.

## У књижевности
Поворка краљева је тема романа Шала (4. део, Јарослав) чешког писца Милана Кундере .